# Strmosten
Strmosten (cyr. Стрмостен) – wieś w Serbii, w okręgu pomorawskim, w gminie Despotovac. W 2011 roku liczyła 783 mieszkańców.